# Karera ga Honki de Amu Toki wa
Karera ga Honki de Amu Toki wa (彼らが本気で編むときは?), también conocida como Close-Knit, es una película japonesa estrenada el 10 de febrero de 2017 en el Festival Internacional de Cine de Berlín. Fue dirigida y escrita por Naoko Ogigami, producida por Mayumi Amano y protagonizada por Tōma Ikuta, Kenta Kiritani y Rinka Kakihara. Ogigami recibió inspiración para el guion luego de que una visita a Estados Unidos le hiciera estar al pendiente de la causa LGBT. El filme se centra en Tomo Ogawa, una niña de once años que pasa a vivir con su tío y su novia transgénero tras el abandono de su madre. La película retrata el drama que se desarrolla en una familia poco convencional y la aceptación de Tomo hacia las personas LGBT.

## Argumento
Tomo Ogawa (Rinka Kakihara) es una niña de once años de edad que vive con su madre soltera, Hiromi (Rie Mimura), en un pequeño apartamento en la ciudad. Hiromi constantemente descuida a su hija y tiende a dejarla al cuidado de su hermano Makio (Kenta Kiritani) cada vez que encuentra un nuevo novio y desaparece por tiempo indefinido. Tomo ya se ha acostumbrado a los ocasionales abandonos de su madre, sin embargo, recibe burlas en la escuela por ser pobre y no tener padre. Un día, su madre se marcha una vez más y Tomo queda nuevamente al cuidado de su tío, quien le informa que ha comenzado a vivir con su novia, Rinko (Tōma Ikuta). Makio le explica a Tomo que Rinko es alguien "especial", refiriéndose al hecho de que es una mujer transgénero. Inicialmente, Tomo no sabe cómo sentirse con respecto a Rinko, quien se muestra feliz con su llegada y la complace en todo lo que pida. Rinko inmediatamente toma una actitud maternal hacia la niña, a quien comienza a preparar bentōs, la acuesta por las noches e incluso peina su cabello por las mañanas, todo lo que su madre nunca ha hecho por ella. Los atentos cuidados de Rinko provocan que Tomo comience a sentir un gran cariño hacia esta, a pesar de aún tener sentimientos conflictivos. 
Rinko trabaja como cuidadora en un hogar de ancianos, donde una de sus pacientes es Sayuri (Lily), la madre de Makio y abuela de Tomo, quien padece de demencia. En una visita, Sayuri confunde a Tomo con Hiromi, de quien se ha distanciado y no ha visto en años. Tomo le pregunta a su tío si su abuela odiaba a su madre, a lo que este responde que ambas no estaban en buenos términos, pero le asegura que no era odio lo que sentía hacia ella. En la escuela, Tomo lidia con su compañero de clases Kai (Kaitō Komie), quien le confiesa sentirse atraído por otro chico, un muchacho llamado Ono. Debido a que Kai es acosado por otros estudiantes por su sexualidad, Tomo se muestra reticente a entablar una relación de amistad con este, a pesar de que él la considera su única amiga. Sin embargo, la presencia de Rinko en su vida y los valores que esta le enseña hacen que Tomo muestre cada vez más aceptación hacia las personas LGBT, incluso yendo tan lejos como para atacar a la conservadora madre de Kai, Naomi (Eiko Koike), después de que insultase a Rinko.
Tomo ahora ve a Rinko como una figura materna y junto a Makio el trío convive como una familia feliz. Tomo también comienza a pasar tiempo con Kai, aunque deben hacerlo en secreto puesto que Naomi le prohibió a su hijo ver a Tomo. Este mundo idílico se ve alterado por el intento de suicidio de Kai, después de que su madre descubriera una carta de amor que había escrito para Ono y la tirase a la basura. Kai sobrevive y Tomo le visita a escondidas en el hospital, donde este le cuenta el asunto con su madre y de cómo le había llamado alguien inmoral, cuestionando por qué siquiera seguía con vida. Una molesta Tomo contradice las palabras de su amigo, afirmando que no había nada malo con él y que su madre era la que estaba mal. 
El punto más extremo de la película ocurre con el regreso de Hiromi, quien se propone llevarse a Tomo consigo. Es entonces cuando Makio le dice a su hermana que a Rinko y a él les gustaría adoptar a Tomo, ante lo cual Hiromi reacciona con incredulidad y luego con ira cuando les son remarcardas sus muchas faltas como madre. Tomo defiende a Rinko cuando Hiromi le cuestiona que nunca sabría como criarla, puesto que no era su madre ni una mujer de verdad. Hiromi rompe en llanto ante las críticas de su hija e intenta huir, solo para ser detenida por una afligida Tomo, quien se disculpa con esta y le promete que iría con ella.

## Reparto
- Tōma Ikuta como Rinko s
- Kenta Kiritani como Makio Ogawa
- Rinka Kakihara como Tomo Ogawa
- Rie Mimura como Hiromi Ogawa
- Eiko Koike como Naomi
- Mugi Kadowaki como Yūka
- Shūji Kashiwabara como Yoshio
- Kaitō Komie como Kai
- Lily como Sayuri Ogawa
- Misako Tanaka como Fumiko
- Noriko Eguchi como Kanai
- Tōru Shinagawa como Saitō

## Recepción
Karera ga Honki de Amu Toki wa fue estrenada en el Festival Internacional de Cine de Berlín el 10 de febrero de 2017, donde fue galardonada con el Premio Teddy en la categoría de premio del jurado, convirtiéndose en la primera película japonesa en recibir este mérito. El filme también recibió el Audience Award (en el segundo lugar).